# Pavillón dos Deportes de Lugo
El Pavillón dos Deportes de Lugo és un recinte poliesportiu de la ciutat de Lugo, a Galícia. En ell juga els seus partits com a local l'equip de futbol sala de la ciutat, el Prone Lugo AD. Inaugurat el 1964, té capacitat per a 3.500 espectadors.
Antigament també hi jugava el Club Baloncesto Breogán fins al seu trasllat al Pazo dos Deportes.